# Tallboy (бомба)
«Толлбой» (англ. Tallboy — «здоровань») — сейсмічна бомба, призначена для руйнування підземних споруд (бункерів). Розроблена англійським інженером Барнсом Воллісом (англ. Barnes Wallis). Застосовувалася в кінці Другої світової війни для руйнування промислових і військових об'єктів нацистської Німеччини, які було неможливо вразити бомбами звичайного типу. Для доставки бомби застосовувався модифікований бомбардувальник Авро Ланкастер.
Серед найбільш вражаючих випадків застосування «Толлбой» — руйнування бетонного купола над підземним заводом ракет Фау-2 24 червня 1944 р., вибух залізничного тунелю поблизу р. Сомюр 8 червня 1944 р. і знищення супегармати Фау-3. Також бомбардуванням цими бомбами були потоплені лінкор «Тірпіц» та важкий крейсер «Адмірал Шеер».

## Історія створення
Вперше британський вчений, інженер і винахідник Барнс Волліс виклав свою ідею надважкої бомби в 1941 році. Він вважав, що бомба вагою близько 10 тонн, скинута з висоти близько 10 км, здатна зруйнувати навіть дуже сильно укріплені підземні споруди не тільки при прямому попаданні, але і при близькому розриві в глибині ґрунту. Висока руйнівна здатність пояснюється в цьому випадку ефектом «штучного землетрусу».
Спочатку ця ідея не викликала інтересу військових. Однак у 1943 була успішно втілена інша ідея Уолліса — «Стрибаюча бомба» (Операція «Велика прочуханка»), після чого авторитет вченого виріс настільки, що було дано зелене світло і іншим його оригінальним ідеям, в тому числі «надбомбі».

## Конструкція
На відміну від звичайних авіабомб, корпус «Толлбой» був виготовлений з міцної легованої сталі. Форма корпусу була спроектована так, щоб забезпечити максимальну швидкість падіння. При скиданні з розрахункової висоти швидкість бомби до моменту зіткнення з поверхнею землі перевищувала швидкість звуку. Значна довжина спочатку призводила до коливань бомби в польоті; ця проблема була вирішена за рахунок спеціальної форми стабілізаторів, що надавали виробу обертальний рух.
Для атаки підземних цілей бомба була забезпечена трьома спеціальними детонаторами уповільненої дії, що спрацьовували тільки після проникнення бомби в ґрунт.
При скиданні з достатньої висоти бомба проникала в ґрунт на глибину більше 30 м, або пробивала до 5 м бетону. При підземному вибуху двотонного заряду відбувався струс оточуючих порід, подібний невеликому землетрусу, що призводило до руйнування прилеглих споруд.

## Доставка до цілі
Спеціально під бомбу «Толлбой» довелося переробити найбільший англійський бомбардувальник того часу — Авро Ланкастер. Для зниження ваги з літака була знята вся броня і озброєння, крім двох хвостових кулеметів. Однак навіть полегшений «Ланкастер» не міг піднятися з бомбою на проектну висоту 12 000 м, тому зазвичай скидання походило з висоти близько 8000 м. Цього, як показала практика, виявилося цілком достатньо. 
Для забезпечення необхідної точності попадання був розроблений спеціальний приціл, — Stabilized Automatic Bomb Sight (SABS), — дозволяв враховувати безліч параметрів, включаючи напрямок та швидкість вітру, температуру повітря і ін. Незважаючи на це, нальоти часто скасовувалися або виявлялися невдалими внаслідок проблем з точною ідентифікацією цілі.

## Бойове застосування
У ході стратегічних бомбардувань Німеччини бомба «Толлбой» застосовувалася для ураження цілей, недоступних іншим засобам ураження.

### Тунель в Сомюрі
Руйнування тунелю в Сомюрі — перший досвід застосування бомби «Толлбой».
Після висадки союзників у Нормандії було необхідно перешкодити підвозу в район боїв німецьких підкріплень, особливо танків. Для порушення залізничного сполучення на півдні Франції було важливо зруйнувати тунель в районі міста Сомюр. Наліт був здійснений вночі з 8-го на 9 червня 1944 року. До складу групи входили дев'ятнадцять «Ланкастерів» з бомбами «Толлбой» і шість — зі звичайною завантаженням. Наліт пройшов успішно — тунель був надовго виведений з ладу. Втрат атакуючої сторони не було. Як з'ясувалося пізніше, одна з бомб «Толлбой» вибухнула прямо в тунелі, пробивши 18 м гірських порід.

### Операція «Кроссбоу»
Операцією «Кроссбоу» називалася кампанія з протидії німецькій програмі «Зброя відплати». В ході операції бомби «Tallboy» застосовувалися для руйнування укріплених стартових позицій і підземних заводів з виробництва ракет.
Блокгауз, 19 червня 1944 р.
Бомбардувальники 617-й ескадрильї Королівських ВПС скинули бомби «Tallboy» на укріплений ракетний пусковий комплекс поблизу м. Еперлек, Франція. Найближча бомба розірвалася в 50 метрах від цілі. Бункер був виведений з ладу.
Купол, 24 червня 1944 р.
Наліт на укріплений завод з виробництва ракет біля м. Ельфо, Франція. Одна бомба влучила прямо в схил пагорба над куполом, викликавши грандіозний обвал, який завалив тунелі «Густав» та «Гретхен». Сам купол не був пробитий і взагалі не постраждав, але детонація заглиблених бомб послабила породу навколо нього, викликавши руйнування захисної «спідниці», що частково обрушилася в кар'єр. Руйнування були настільки сильні, що продовження робіт на майданчику було визнано безглуздим. У листопаді цього ж року, після заняття об'єкта союзниками, на купол у випробувальних цілях скидали більш потужний аналог «Tallboy» — бомбу «Grand Slam».

### Операція Catechism
Операцією Catechism («Катехізис») називалася атака на лінкор «Тірпіц» в Тромсе-фіорді, в бухті Хокейботн, в окупованій німцями Норвегії. 12 листопада 1944 року корабель був атакований. Одна з бомб вибухнула на березі, а інша в 3 метрах від форштевня. У лінкор потрапило 3 бомби Tallboy: одна відскочила від баштової броні, але дві інших пробили броню і зробили 60-метрову дірку в його лівому борту; вибух артилерійського погребу зірвав башту"С" (Цезар). В результаті, через кілька хвилин після атаки, «Тірпіц» перекинувся і затонув, забравши з собою на дно 1000 чоловік з команди чисельністю в 1700.
Хоча британські бомбардувальники з більшістю знятих кулеметів були дуже вразливі для атак винищувачів, внаслідок поганої координації між флотом і авіацією сил люфтваффе не вдалося перешкодити бомбардуванню. Отримавши суперечливі одне одному повідомлення про напрям атаки бомбардувальників і не знаючи про переміщення «Тірпіца» в район острова Хакейя, німецькі винищувачі в районі дійсної атаки не з'явилися. Німецькій наземній ППО вдалося лише пошкодити двигун одного з літаків, які брали участь у нальоті, але його команда врятувалася, жорстко приземлившись в Швеції.

## У творах культури
Бомба «Толлбой» фігурує у фільмі «Рембо IV»